# China Electronics Technology Group
China Electronics Technology Group Corporation (CETC, (zh) : 中國電子科技集團有限公司 ) est une entreprise publique chinoise spécialisée dans l'électronique et participant à l'industrie de l'armement de la république populaire de Chine. Elle possède une participation de l'ordre de 40 % dans Hikvision.

## Histoire
Elle est fondée en 2002.
Durant l'été 2020, China Electronics Technology Group, ainsi que Hikvision sont intégrées à la liste de Communist Chinese Military Companies définie par le département de la défense des États-Unis, interdisant à des entreprises ou des ressortissants américains de détenir ses titres financiers.
En août 2020, 4 filiales de CETC sont placées par le département du Commerce des États-Unis sur sa Entity List, une liste d'entreprise sujet à des sanctions commerciales américaines, pour leurs implications dans le conflit en mer de Chine méridionale,.

## Activités
A la fin des années 2000, China Electronics Technology Group conçoit pour l'Iran à partir du RIM-66 Standard le missile Sayyad-2 et le système de défense aérienne Talaash
En 2020, le groupe se classe au 15e rang mondial parmi les industries de défense et de sécurité, ses revenus dans ce domaine s'élèvent à 10,4 milliards de dollars, ce qui représente 31 % de l'ensemble de ses revenus.